# Orlinda
Orlinda é uma cidade  localizada no estado norte-americano de Tennessee, no Condado de Robertson.

## Demografia
Segundo o censo norte-americano de 2000, a sua população era de 594 habitantes.
Em 2006, foi estimada uma população de 652, um aumento de 58 (9.8%).

## Geografia
De acordo com o United States Census Bureau tem uma área de
17,3 km², dos quais 17,3 km² cobertos por terra e 0,0 km² cobertos por água. Orlinda localiza-se a aproximadamente 227 m acima do nível do mar.

## Localidades na vizinhança
O diagrama seguinte representa as localidades num raio de 16 km ao redor de Orlinda.